# Raphael Holfelder
Raphael Holfelder (* 23. Dezember 1984) ist ein ehemaliger deutscher Schwimmer.

## Werdegang
Seine größten Erfolge errang er 2005 bei den 117. Deutschen Meisterschaften mit dritten Plätzen der Staffeln des SV Cannstatt 1898 über 4 × 100 und 4 × 200 m Freistil. Er startete seit seinem Wechsel am 14. Oktober 2008 von der TSG 1845 Heilbronn für den TV Bühl und für den Deutschen Schwimmverband beim FINA Swimming World Cup zwischen 2001 und 2006 in allen Freistil- und Schmetterlingdistanzen sowie den kürzeren Lagen.
Holfelder studierte Wirtschaftswissenschaften an der Universität Hohenheim.